# مينونغي
مينونغي هي بلدية في أنغولا، تقع في مقاطعة كواندو كوبانغو ، وهي عاصمتها، بلغ عدد سكان البلدية 320.914 نسمة في عام 2014. وهي واحدة من البلديات الأربع في أنغولا التي يسكنها في الغالب شعب مبوندا.